# Albtrauf Pfullingen
Das FFH-Gebiet Albtrauf Pfullingen ist ein im Jahr 2005 durch das Regierungspräsidium Tübingen nach der Richtlinie 92/43/EWG (Fauna-Flora-Habitat-Richtlinie) angemeldetes Schutzgebiet (Schutzgebietskennung DE-7522-341) im deutschen Bundesland Baden-Württemberg. Mit Verordnung des Regierungspräsidiums Tübingen zur Festlegung der Gebiete von gemeinschaftlicher Bedeutung vom 5. November 2018 (in Kraft getreten am 11. Januar 2019), wurde das Schutzgebiet ausgewiesen.

## Lage
Das weitestgehend zusammenhängende, 3678,66 Hektar große Schutzgebiet gehört zu den Naturräumen 094 – Mittlere Kuppenalb und 101 – Vorland der mittleren Schwäbischen Alb innerhalb der naturräumlichen Haupteinheiten 09 – Schwäbische Alb und 10 – Schwäbisches Keuper-Lias-Land. Es erstreckt sich über die Markungen von vier Städten und Gemeinden im Landkreis Reutlingen:
- Eningen unter Achalm: 735,73 ha = 20 %
- Pfullingen: 993,24 ha = 27 %
- Sonnenbühl: 294,29 ha = 8 %
- Lichtenstein: 1618,61 ha = 44 %

## Beschreibung und Schutzzweck
Das Schutzgebiet erstreckt sich über den Albtrauf im Echaztal rund um Pfullingen mit Tal- und Hochflächen. Es handelt sich um eine markante Landmarke in Baden-Württemberg mit erdgeschichtlicher Bedeutung. Außerdem um ein Zeugnis traditioneller Landnutzung, z. B. für die Nutzung von Streuobstwiesen am Albtrauf und mageren Grünländern auf der Hochfläche. Es dominieren prioritäre Hangmischwälder, magere Flachland-/Bergmähwiesen,  Kalk-Pionierrasen und Kalk-Magerrasen. Im Gebiet befinden sich 43 Höhlen.

### Lebensraumklassen
(allgemeine Merkmale des Gebiets) (prozentualer Anteil der Gesamtfläche)
Angaben gemäß Standard-Datenbogen aus dem Amtsblatt der Europäischen Union
|                                                |                                                |  |      |      |
| N07 – Moore, Sümpfe, Uferbewuchs               | N07 – Moore, Sümpfe, Uferbewuchs               |  | 1 %  | 1 %  |
| N10 – Feuchtes und mesophiles Grünland         | N10 – Feuchtes und mesophiles Grünland         |  | 17 % | 17 % |
| N15 – Anderes Ackerland                        | N15 – Anderes Ackerland                        |  | 1 %  | 1 %  |
| N16 – Laubwald                                 | N16 – Laubwald                                 |  | 70 % | 70 % |
| N17 – Nadelwald                                | N17 – Nadelwald                                |  | 2 %  | 2 %  |
| N19 – Mischwald                                | N19 – Mischwald                                |  | 7 %  | 7 %  |
| N21 – Nicht-Waldgebiete mit hölzernen Pflanzen | N21 – Nicht-Waldgebiete mit hölzernen Pflanzen |  | 2 %  | 2 %  |
|                                                |                                                |  |      |      |

### Lebensraumtypen
Folgende Lebensraumtypen nach Anhang I der FFH-Richtlinie kommen im Gebiet vor:
| EU Code | Lebensraumtyp (offizielle Bezeichnung)                                                                          | Kurzbezeichnung                              | Hektar  |
| ------- | --- | -------------------------------------------- | ------- |
| 3260    | Flüsse der planaren bis montanen Stufe mit Vegetation des Ranunculion fluitantis und des Callitricho-Batrachion | Fließgewässer mit flutender Wasservegetation | 3,00    |
| 5130    | Formationen von Juniperus communis auf Kalkheiden und -rasen                                                    | Wacholderheiden                              | 30,00   |
| 6110    | Lückige basophile oder Kalk-Pionierrasen (Alysso-Sedion albi)                                                   | Basenreiche oder Kalk-Pionierrasen           | 0,001   |
| 6210    | Naturnahe Kalk-Trockenrasen und deren Verbuschungsstadien (Festuco-Brometalia)                                  | Kalk-Magerrasen                              | 146,62  |
| 6430    | Feuchte Hochstaudenfluren der planaren und montanen bis alpinen Stufe                                           | Feuchte Hochstaudenfluren                    | 0,40    |
| 6510    | Magere Flachland-Mähwiesen (Alopecurus pratensis, Sanguisorba officinalis)                                      | Magere Flachland-Mähwiesen                   | 387,50  |
| 7220    | Kalktuffquellen (Cratoneurion)                                                                                  | Kalktuffquellen                              | 0,33    |
| 8160    | Kalkhaltige Schutthalden der collinen bis montanen Stufe Mitteleuropas                                          | Kalkschutthalden                             | 2,00    |
| 8210    | Kalkfelsen mit Felsspaltenvegetation                                                                            | Kalkfelsen mit Felsspaltenvegetation         | 7,53    |
| 8310    | Nicht touristisch erschlossene Höhlen                                                                           | Höhlen und Balmen                            | 0,001   |
| 9130    | Waldmeister-Buchenwald (Asperulo-Fagetum)                                                                       | Waldmeister-Buchenwald                       | 2234,40 |
| 9150    | Mitteleuropäischer Orchideen-Kalk-Buchenwald (Cephalanthero-Fagion)                                             | Orchideen-Buchenwälder                       | 72,90   |
| 9170    | Labkraut-Eichen-Hainbuchenwald Galio-Carpinetum                                                                 | Labkraut-Eichen-Hainbuchenwald               | 4,90    |
| 9180    | Schlucht- und Hangmischwälder (Tilio-Acerion)                                                                   | Schlucht- und Hangmischwälder                | 21,90   |
| 91E0    | Auen-Wälder mit Alnus glutinosa und Fraxinus excelsior (Alno-Padion, Alnion incanae, Salicion albae)            | Auenwälder mit Erle, Esche, Weide            | 2,60    |

### Arteninventar
Folgende Arten von gemeinschaftlichem Interesse kommen im Gebiet vor:
| Bild             | EU Code | * | Art              | wissenschaftlicher Name     | Artengruppe    |
| ---------------- | ------- | - | ---------------- | --------------------------- | -------------- |
| Spanische Flagge | 1078    | * | Spanische Flagge | Callimorpha quadripunctaria | Schmetterlinge |
| Alpenbock        | 1087    |   | Alpenbock        | Rosalia alpina              | Käfer          |
| Gelbbauchunke    | 1193    |   | Gelbbauchunke    | Bombina variegata           | Amphibien      |
| Biber            | 1337    |   | Biber            | Castor fiber                | Säugetiere     |

### Zusammenhängende Schutzgebiete
Mehrere Landschaftsschutzgebiete überschneiden sich ganz oder teilweise mit dem FFH-Gebiet. Es liegt nahezu vollständig im Vogelschutzgebiet Nr. 7422-441 Mittlere Schwäbische Alb. Rund die Hälfte des Gebiets liegt im Biosphärengebiet Schwäbische Alb. Folgende Naturschutzgebiete liegen im FFH-Gebiet:
- Echazaue
- Wendelstein
- Hohenäcker-Imenberg
- Ursulahochberg
- Ohnastetter Bühl
- Greuthau
- Wonhalde-Spielberg
- Kugelberg